# Fontenoy (Aisne)
Fontenoy é uma comuna francesa na região administrativa de Altos da França, no departamento de Aisne. Estende-se por uma área de 9,03 km². Em 2010 a comuna tinha 487 habitantes (densidade: 53,9 hab./km²).